# Alabarda

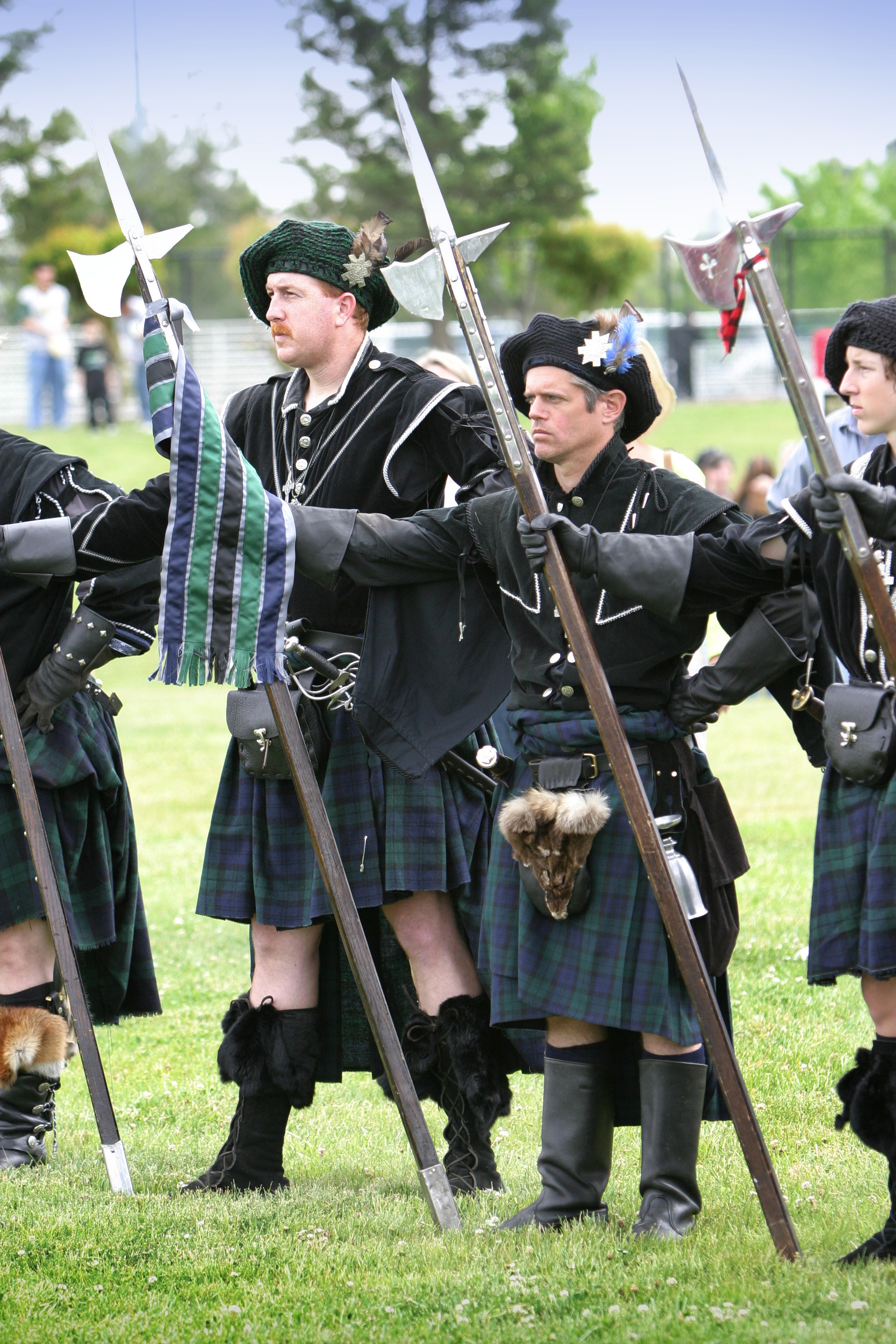
Recreació històrica d'un cos d'alabarders escocesos

L'alabarda és una arma combinada de llança i destral, Fa un parell de metres de llargada aproximadament. Va substituir la llança com evolució de la destral de guerra, ja que era més eficaç fins i tot amb cavalleria, i va ser utilitzada fins al segle xvii. Actualment s'utilitza en uniformes de gala d'alguns exèrcits europeus, com la Guàrdia suïssa del Vaticà. L'alabarda moderna va ser introduïda a Europa entorn el segle xii pels alemanys i els escandinaus.
La paraula és d'origen alemany, inicialment helmbarte, avui Hellebarde: un mot compost de les paraules helm, pal i barte, destral. El soldat que s'arma amb una alabarda es diu alabarder.
Ja s'han trobat artefactes des del Calcolític vers 2200 aC, com l'alabarda de coure descoberta Girona el 1930. En la civilització d'El Argar es van trobar 39 alabardes en tombes de guerrers. En perfeccionar-se amb metalls més durs com l'acer, va ser utilitzada amb èxit com a arma d'infanteria des del final de l'edat mitjana fins al segle xvii. El seu ús en batalles d'infanteria, que es van saldar amb victòries en confrontacions amb tropes amb cavalleria pesant, va reformar la composició dels exèrcits i va tornar a donar una importància vital a la infanteria.
Va ser la seva fama que moltes tropes o cossos d'elit de la noblesa la portaven en versions ostentoses. En la campanya del 1713-1714 eren utilitzades pels oficials i suboficials. Tenien un valor més simbòlic que bel·lic. Hi ha alguns cossos militars que la segueixen utilitzant en l'actualitat com a arma cerimonial. Actualment, els Reials Guàrdies Alabarders, un cos d'elit de la Guàrdia Reial per protegir la família reial d'Espanya o la Guàrdia suïssa del Vaticà usen aquesta arma no només cerimonialment, sinó que també són entrenats per a emprar-la com a arma de combat.
Hi ha altres armes d'asta que van ser coetànies a l'alabarda i que podrien entrar a la família d'aquesta, com la partisana, que equival a una alabarda amb el ferro molt gran i ample en forma de mitja lluna i tallant per ambdós costats, i la naginata, la qual va ser usada pels samurais del Japó feudal. Similar a l'alabarda, la naginata posseeix una fulla més prima i aerodinàmica que la d'una alabarda.